# Voyager 2
Voyager 2 svemirska sonda je lansirana 1977. Identična je sondi Voyager 1 i obje su bile dio programa Voyager. Razlika je u tome što je Voyager imao drugačiju putanju tijekom susreta sa Saturnom, zaobilazeći bliski susret s mjesecom Titanom i iskorištavajući gravitacijsku "odskočnu dasku" da dođe do planeta Urana i Neptuna. Tako je postala prva sonda koja je posjetila ta dva planeta i prva sonda koja je napravila "Veliki obilazak" Jupitera, Saturna, Urana i Neptuna. To je moguće samo uz rijetko posloženje tih planeta koje se događa svakih 176 godina. Voyager 2 je s dobrim argumentima sonda koja je dala najviše informacija, posjećujući 4 planeta i njihove mjesece s moćnim kamerama i raznim znanstvenim instrumentima. Voyager 2 je najdulje aktivna sonda s 43 godine rada.

## Planiranje misije i lansiranje
Voyager 2 je prvotno trebao biti Mariner 12, dio programa Mariner.
Voyager 2 je lansiran 20. kolovoza 1977., s Cape Canaverala, Florida na raketi Titan III-E Centaur.
Posada na Zemlji je bila toliko zauzeta s lansiranjem da su zaboravili poslati važni aktivacijski kod Voyageru 2. Tako je sonda ugasila svoju glavnu visokofrekventnu antenu. Na sreću, zemaljska posada je uspjela uspostaviti vezu koristeći niskofrekventnu antenu i poslati aktivacijski kod.

## Istraživanja

### Jupiter
Najbliži prelet Jupitera dogodio se 9. srpnja 1979. Voyager je otkrio nekoliko prstena oko Jupitera i mjesec Adrasteju. Jupiterova Velika crvena pjega otkrivena je kao složena oluja koja se kretala u smjeru suprotnom od kazaljke na satu. Ostale manje oluje i nevremena pronađene su u čitavim oblacima.
Voyager 2 poslao je slike Jupitera, kao i slike njegovih satelita Amalteje, Ije, Kalista, Ganimeda i Europe.  Tijekom 10-satnog "praćenja vulkana", potvrdio je promatranja Voyagera 1 aktivnog vulkanizma na Iji i otkrio kako se površina mjeseca promijenila u četiri mjeseca od prethodnog posjeta. Zajedno, Voyageri su promatrali erupciju devet vulkana na Iju, a postoje dokazi da su se dogodile i druge erupcije između dva prolaska Voyagerā. Jupiterov mjesec Europa pokazao je velik broj linearnih presijecajućih tvorba na fotografijama niske razlučivosti iz Voyagera 1. U početku su znanstvenici vjerovali da bi to mogle biti duboke pukotine, uzrokovane lomljenjem kore ili tektonskim procesima. Međutim, bliže fotografije visoke razlučivosti iz Voyagera 2, bile su zbunjujuće: nedostajala su topografska obilježja, a jedan je znanstvenik rekao da su "možda naslikane markerom". Europa je interno aktivna zbog grijanja plime i oseke na razini od jedne desetine Ije. Smatra se da Europa ima tanku koru (tanju od 30 km) vodenog leda, koja vjerojatno pluta oceanom dubokim 50 kilometara.

### Saturn
Najbliži prilaz Saturnu dogodio se 25. kolovoza 1981.
Dok je bio iza Saturna (gledano sa Zemlje), Voyager 2 ispitao je Saturnovu gornju atmosferu, sa svojim radarom mjerio je temperaturu i profil gustoće. Voyager 2 je otkrio da na najvišim razinama (7 kPa) Saturnova temperatura je bila 70 kelvina, dok je na najdubljim izmjerenim razinama (120 kPa) temperatura se popela na 143 kelvina. Sjeverni pol je, prema mjerenjima, bio 10 Kelvina hladniji iako to može biti rezultat sezonskih promjena.
Nakon preleta Saturna, platforma s kamerom na Voyageru 2 se zakočila ugrožavajući nastavak misije prema Uranu i Neptunu. Srećom, posada na zemlji je uspjela ispraviti problem i poslala sondu prema Uranu.

### Uran
Najbliži prilaz Uranu bio je u 24. siječnja 1986.
Voyager 2 je otkrio 10 prije nepoznatih Uranovih mjeseca, proučio planetovu jedinstvenu atmosferu (izazvanu njegovim osnim pomakom od 97.77°) i proučio je Uranove prstenove. Otkrio je da Uranov mjesec Miranda ima zanimljiv reljef. Njena površina je, kao nigdje u Sunčevom sustavu, složena mješavina različitih tipova terena. Jedni do drugih nalaze se doline, litice, pukotine, krateri, terase i kanjoni.

### Neptun
Najbliži prilaz Neptunu dogodio se 25. kolovoza 1989. Budući da je ovo bio zadnji veliki planet koji je Voyager mogao posjetiti odlučeno je da će Voyager napraviti bliski prilaz mjeseca Tritona, bez obzira na posljedice za putanju, koje je i Voyager 1 osjetio preletom Saturnovog mjeseca Titana. To je bila mudra odluka jer se pokazalo da Triton ima fascinantnu površinu. Sonda je također otkrila Veliku tamnu točku, koja je od tada nestala prema Hubbleovom teleskopu. Provotno se mislilo da je to veliki oblak, ali je kasnije zaključeno da je to rupa u oblacima.

## Izlaz iz sunčevog sustava
Budući da mu je planetarna misija gotova, Voayger 2 se sada opisuje kao sonda na međuprostornoj misiji, koju NASA koristi da sazna kakav je Sunčev sustav izvan heliosfere. Voyager 2, nasuprot Voyageru 1 (za kojeg se smatra jer je prošao izlazni šok - "termination shock") do 10. prosinca 2018. još nije bio izašao iz heliosfere. 
Voyager 2 službeno je izašao iz heliosfere 10. prosinca 2018. Budući da je instrument za mjerenje plazme bio oštećen kada je Voyager 1 prije šest godina izašao iz heliopauze, ovo je prvi put da su znanstvenici mogli proučiti sve prikupljene podatake o sastavu i obliku plazme na ovoj važnoj granici.
Na početku 2020. sonda je, prema svemu sudeći, isključila mjerne instrumente kako bi kompenzirala povećanu potrošnju energije. Premda ovo zvuči kao mali problem kojeg je jednostavno riješiti, valja voditi računa je Voyager u ovom trenutku prilično daleko od NASA-inog servisnog centra. Voyager 2 je, konkreno, od nas udaljen 18.5 milijardi kilometara. Zbog greške su znanstvenici proveli cijeli vikend pokušavajući ga popraviti. NASA-ini inženjeri ugasili su jedan od sustava koji troši previše struje i ponovo uključili znanstvene instrumente. Voyager 2 je sada ponovno funkcionalan, ali neće moći primati naredbe od NASA-e jer NASA provodi nadogradnje svog komunikacijskog sustava dubokog svemira, koji će sondu Voyager 2 ostaviti bez naredbi sa Zemlje 11 mjeseci. Plan je dodati nove mogućnosti u NASA-in Deep Space Network (DSN), što zahtijeva isključivanje sustava izvan mreže. Za to vrijeme, Voyager 2 nastavit će istraživati međuzvjezdani prostor i slati podatke natrag na Zemlju. Međutim, tehničari neće moći poslati nikakve naredbe svemirskoj letjelici.
Prema podacima od 22. svibnja 2008. Voyager 2 bio je na udaljenosti od 85,9 AJ od sunca i kreće se brzinom od 3,3 AJ godišnje (oko 15,5 km/s). 
Dne 10. prosinca 2018. izašao je iz heliosfere, odnosno ne osjeća djelovanje Sunčeva vjetra kako pokazuju senzori očitanja porasta kozmičkog zračenja i naglog pada broja čestica heliosfere te senzori magnetskog polja na sondi, i ušao je u uvjete međuzvjedanog prostora. Drugi je predmet koji je djelo ljudske ruke koji je napustio heliosferu i heliopauzu. Time nije napustio Sunčev sustav, jer još uvijek će osjećati Sunčevu gravitaciju. Samo do Oortova oblaka ovom brzinom trebat će mu tristotinjak godina i još tridesetak tisuća godina za prolazak kroz njega.
Od Voyagera 2 se očekuje da će nastaviti slati podatke negdje do 2030-ih.

## Zanimljivosti
- Voyageru 2 je trebalo 12 godina da stigne do Neptuna. Stigao je iza rasporeda za svega 1.4 sekunde!

- Kada je Voyager 2 prolazio kraj Mirande i slao snimke tog mjeseca, planetolozi na televizijskom prijenosu uživo su ostali zbunjeni jer nikad nisu prije vidjeli tako zbrkanu površinu. A još veća ironija je da Miranda nije bila na prioritetnoj listi za fotografiranje.

- Voyager 2 je druga letjelica koja je izašla iz Sunčevog sustava.[6]

- 2010. Voyager je na rubu međuzvjezdanog prostora počeo slati podatke na nerazumljivom jeziku. Inženjerima su trebali tjedni da isprave kvar. Neki smatraju da su vanzemaljci naišli na Voyager i "hakirali" letjelicu.[7]

## Vanjske poveznice
- JPL Youtube NASA's Voyager 2 Enters Interstellar Space